# Bełt Fehmarn
Bełt Fehmarn (niem. Fehmarnbelt, duń. Femern Bælt lub Femern Bælt) – cieśnina na Morzu Bałtyckim, jedna z Cieśnin Duńskich, rozdzielająca wyspy Lolland (Dania) i Fehmarn (Niemcy).
Cieśnina liczy 18 km szerokości i od 20 do 30 m głębokości.
Na cieśninie funkcjonuje samochodowo-kolejowa przeprawa promowa z Puttgarden do Rødbyhavn. Planowana jest budowa tunelu pod cieśniną (otwarcie spodziewane w 2028 roku).